# Micranthes brachypetala
Micranthes brachypetala är en stenbräckeväxtart som först beskrevs av Leonid I. Malysev, och fick sitt nu gällande namn av Gornall och Ohba. Micranthes brachypetala ingår i släktet rosettbräckor, och familjen stenbräckeväxter. Inga underarter finns listade i Catalogue of Life.